# (11480) Velikij Ustyug
(11480) Velikij Ustyug (1986 RW5) – planetoida z pasa głównego asteroid okrążająca Słońce w ciągu 3,29 lat w średniej odległości 2,21 j.a. Odkryta 7 września 1986 roku.